# Carl Craig

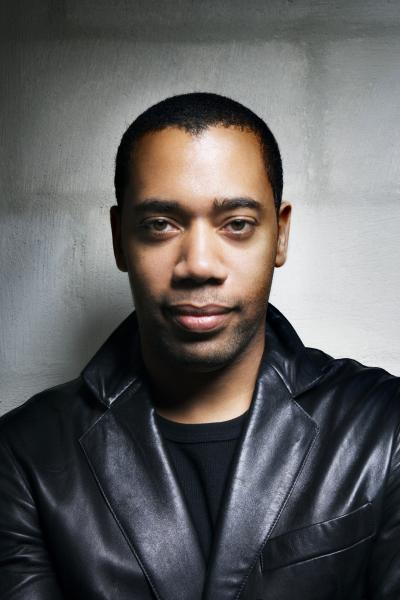
Carl Craig

Carl Craig (Detroit, 22 mei 1969) is een Amerikaanse technoproducent en dj. Hij is sinds 1989 actief als muzikant en wordt daarmee geschaard onder de Second Wave van techno.

## Biografie

### Jonge jaren
Zoals de meeste technoproducenten en artiesten uit Detroit en omgeving groeit Carl Craig in de jaren tachtig op met de eclectische radioshows van lokale dj The Electrifying Mojo, verantwoordelijk voor de populariteit van blanke groepen als B-52's en Kraftwerk in de hoofdzakelijk zwarte stad. Bovendien was Craig in zijn jeugd fan van de Engelse gitaarband The Smiths, die zijn aandacht opent naar muziek voorbij Detroit zelf. Eind jaren tachtig begint Craig zelf met het maken van muziek. Een bandje met een aantal producties komt via een wederzijdse vriend terecht bij Derrick May, die inmiddels furore maakt met zijn eerste 12-inches ‘Nude Photo’ en ‘Strings Of Life’. Gecharmeerd door de muziek nodigt May hem uit om de track ‘Neurotic Behaviour’ in zijn studio opnieuw op te nemen. In 1989 wordt Craig door May meegenomen op tournee door Engeland waar ‘Strings Of Life’ is uitgegroeid tot een van de grootste hits op de massale openlucht raves. In datzelfde jaar helpt Craig mee aan een nieuwe versie van ‘Strings Of Life’. In de studio's van het Belgische R&S label neemt Craig enkele tracks op die hij onder de naam Psyche als de ‘Crackdown’ E.P. uitbrengt op Mays Transmat label.

### Retroactive en het begin van Planet E
Samen met Damon Booker richt Craig in 1990 het Retroactive label op. Na een jaar wordt het label wegens onenigheid opgeheven. In die korte periode heeft Craig onder eigen naam ‘No More Words’ uitgebracht en ‘Oscillator’ waarvoor hij het nieuwe pseudoniem Paperclip People gebruikt. Vrijwel direct richt Craig een nieuw label op dat hij Planet E noemt. Hierop brengt hij meteen als 69 de ‘4 Jazz Funk Classics’ E.P. uit (de titel is een hommage aan een album van een andere Britse band waar Craig fan van is: Throbbing Gristle’s 20 Jazz Funk Greats.) De muziek van Craig, vaak gekarakteriseerd door het gebruik van break-beats en melancholische synthesizer melodieën begint met name in Engeland voorzichtig navolging te krijgen in het werk van artiesten als The Black Dog, A Guy Called Gerald, Recloose, B-12 en Kirk Degiorgio die vaak een subtielere interpretatie van techno zoeken wanneer rave in het begin van de jaren negentig steeds harder wordt. ‘Bug In The Bassbin’, een in eerste instantie onopgemerkte plaat op Planet E waarvoor Craig alweer een nieuw pseudoniem, Innerzone Orchestra, gebruikt, begint dankzij DJs als Fabio en Grooverider een tweede leven in Engeland waar de steeds snellere breakbeats gecombineerd worden met zware bas, duistere melodieën en samples om het nieuwe genre jungle te vormen. Craig is vereerd maar zal zich later verbazen over de vermeende invloed van zijn lichtvoetige jazzexperiment op jungle.
Craig gooit hierna het roer om en in 1994 verschijnen twee platen die, meer dan wat hij tot dan toe heeft geproduceerd, expliciet voor de dansvloer zijn gemaakt. Het harde en minimale ‘Jam The Box’ en het door een discodiva gedreven ‘Throw’ overheersen dat jaar de dansvloer.

### Technoauteur
Houseartiesten werkten in de beginjaren over het algemeen verscholen achter pseudoniemen, vaak gevoed door een achterdocht voor media-aandacht. Gedurende de jaren negentig verandert deze situatie gestaag. Er ontstaan meer categorieën (het onderscheid tussen house en techno wordt aangescherpt), een proces van professionalisering wordt ingezet en grote platenmaatschappijen tonen meer interesse in dansmuziek. Carl Craig wordt in 1995 van een undergroundnaam tot "technoauteur", een muzikant met een gezicht en een herkenbare stijl. In een korte periode brengt hij compilaties uit van al zijn pseudoniemen. Ook blijft hij remixes maken. Zo maakt hij van het nummer Airborne van Dave Angel en lang uitgesponnen remix zonder beats. De belangrijkste stap is echter zijn debuutalbum voor het major label Warner. Om verschillende redenen is Landcruising echter een teleurstelling voor Craig. Allereerst wordt het album nooit in Noord-Amerika uitgebracht. Ten tweede is de kritische ontvangst van het album ambivalent. Landcruising krijgt in eerste instantie goede recensies, terwijl anderen zich hier aan ergeren en claimen dat Craig in voorgaande jaren “geavanceerdere muziek” maakte. Twee jaar later noemt Craig het album verkeerd begrepen, in plaats van een continuïteit met voorgaand werk probeerde hij met Landcruising (de titel associeert niet toevallig met Kraftwerks Autobahn) een Europese plaat te maken in de traditie van onder andere Tangerine Dream.
In 1997 brengt Craig More Songs About Food And Revolutionary Art uit (de titel is dit keer een verwijzing naar Talking Heads -  More Songs About Buildings And Food.) Het album is een intrigerende verzameling van stijlen, enigszins de uitkomst van het feit dat het nieuwe materiaal combineert met oude tracks als ‘At Les’, de ‘Domina’ remix of ‘Frustration’, een onuitgebrachte samenwerking met Derrick May. De ontvangst is positiever dan Landcruising al zijn sommigen minder gecharmeerd van de zwaarmoedige sfeer die het album uitademt.

### Jazz Techno
In 1997 stopt Craig, naar zal blijken tijdelijk, met dj'en. In een interview in De Volkskrant stelt hij:
“Een zaal op zijn kop zetten, is voor mij niet meer genoeg. Er zijn al talloze dj's die zich daar alleen nog maar mee bezig houden. Ik ben op zoek naar een grotere uitdaging.”
Het directe resultaat is in de zomer van 1997 te zien op diverse dansfestivals. Als Paperclip People treedt Craig op met een groep bestaande uit Francisco Mora Catlett (drummer) en Rodney Whittaker (contrabas). Het Nederlandse debuut van het trio vindt plaats op het New Frontier festival, een optreden dat wordt herhaald op Dance Valley van datzelfde jaar. 
Samen met Mora en groot aantal gastmuzikanten als de mysterieuze Blakula, Craig Taborn, Richie Hawtin, Greg Tyler en in het Nederlands geïntroduceerd door Steve Rachmad neemt Craig een album op als Innerzone Orchestra dat zijn nieuwe synthese tussen jazz en techno uitwerkt. Zoals een stem aan het begin van de plaat de wortels van de muziek blootlegt: “Inspiring Beats from beyond! Melodies from above! Which gives us a new light. A light guided by Sun Ra! Miles! Blakey! Coltrane!” Programmed bestaat hoofdzakelijk uit nieuw materiaal maar ook hier waagt Craig zich aan nieuwe interpretaties van oude tracks als ‘At Les’, ‘Galaxy’ en vanzelfsprekend ‘Bug In The Bass Bin’.
Craig helpt vier jaar later als producent en keyboardspeler mee aan The Detroit Experiment, een kortstondig groepsproject waarbij de balans meer richting jazz dan techno uitslaat. Op dat moment is Craig al teruggekeerd op zijn schreden en brengt in 2002 de dubbele mix-cd The Workout uit waarmee hij effectief zijn terugkeer naar de dansvloer aankondigt.

### Comeback
Na The Workout komt de creatieve stroom, verspreid over verschillende activiteiten, op gang. Craig is altijd remixer gebleven, uit muzikale overwegingen maar ook financiële, omdat het een goede manier blijkt te zijn om zijn label te continueren. Toch wordt zijn remix van Cesaria Evora’s ‘Angola’ gezien als een triomfantelijke terugkeer, al was het om de originele combinatie van de Kaapverdische zangeres en Craigs lang uitgesponnen elektronica. In 2004 brengt hij voor het eerst sinds More Songs About Food And Revolutionary Art nieuw materiaal uit onder eigen naam met de Just Another Day-ep die goed wordt ontvangen en waarvan de tracks hun weg vinden naar menig mix-cd. Tien jaar naar dato brengt Craig Landruising uit in een compleet herbewerkte versie. Maar het is vooral de reeks remixes die ingezet wordt met de herbewerking van Laurent Garnier's ‘Barbiturik Blues’ en loopt via de immens populaire ‘Falling Up’ remix voor Theo Parrish naar de ‘Relevee’ remix voor Delia Gonzalez & Gavin Russom die duidelijk maken dat Craig zichzelf opnieuw heeft uitgevonden. In interviews kondigt Craig sinds eind 2005 aan dat hij aan een nieuw album werkt maar nog niet weer onder welke noemer deze zal verschijnen toch zal in 2008 eerst een dubbel mix-cd verschijnen die tegelijkertijd zijn remixwerk van de laatste jaren verzamelt. Ook maakte hij in 2008 het album Recomposed met Moritz Von Oswald. In 2015 maakt hij met Green Velvet het album Unity.

## Discografie

### 12-inch

#### Carl Craig
- No More Words (1991)
- Science Fiction (1995)
- Just Another Day (2004)
- Darkness/Angel (2005)
- Sparkle/Home Entertainment (2005)
- Paris Live (2007)

#### 69
- 4 Jazz Funk Classics (1991)
- Sound On Sound (1993)
- Jam The Box (1994)
- Lite Music (1994)
- Pungtang (2006)

#### BFC/Psyche
- Crackdown (1989)
- Evolution (1990)
- Applied Rhythmic Technology…3 (1993)
- Airborne 303/Flux (1995)
- Elements/Neurotic Behaviour (2004)

#### Innerzone Orchestra
- Bug In The Bassbin (1992)
- People Make The World Go Round (2000)

#### Paperclip People
- Oscillator (1991)
- Throw/Remake (Basic Reshape) (1994)
- Remake (1994)
- The Climax (1995)
- The Floor (1996)
- Steam (1996)
- 4 My Peepz (1998)
- Clear And Present/Tweakityourself (2001)

#### Tres Demented
- Demented (2004)
- Shez Satan (2006)

### Albums en compilaties
- Carl Craig - Landcruising (1995)
- 69 – The Sound Of Music (1995)
- Paperclip People – The Secret Tapes Of Doctor Eich (1996)
- BFC/Psyche – Elements 1989-1990 (1996)
- Carl Craig - More Songs About Food and Revolutionary Art (1997)
- Innerzone Orchestra – Programmed (1999)
- Carl Craig – The Album Formerly Known As… (2005)

### Mix-cd's
- DJ-Kicks (1996)
- Onsumotahasheeat (2001)
- The Workout, dubbel-cd (2002)
- Fabric 25 (2005)
- The Kings of Techno gedeeld met Laurent Garnier (2006)
- Carl Craig's Sessions (2008)

### Samenwerking met andere artiesten
- Urban Tribe – The Colapse Of Modern Culture (1998)
- The Detroit Experiment – The Detroit Experiment (2003)
- Green Velvet & Carl Craig - Unity (2015)

- Bibliothèque nationale de France: cb13972609t (data)
- Gemeinsame Normdatei: 134947533
- International Standard Name Identifier: 0000 0001 1681 2335
- Library of Congress Control Number: no2011043473
- MusicBrainz: 6732e9f3-5f24-4ba4-aef1-a2a49442b96b
- Nationale Bibliotheek van Tsjechië: xx0001920
- Nationale Bibliotheek van Israël: 987007416581205171
- Système universitaire de documentation: 077721004
- Virtual International Authority File: 85318032